# Kiyomizu-dera (Isumi, Chiba)
Pour les articles homonymes, voir Kiyomizu-dera (homonymie).
Le Kiyomizu-dera (清水寺) est un temple bouddhiste situé dans la ville d'Isumi, préfecture de Chiba au Japon. Selon une autre valeur du nom en japonais, le temple, également appelé « Seisui-ji », est communément connu sous le nom « Kannon Kiyomizu ». Le Kiyomizu-dera est le 82e temple du Bandō Sanjūsankasho, ou circuit des trente-trois temples à l'est du Japon consacrés au bodhisattva Kannon.
Selon la légende, le Kiyomizu-dera est fondé à l'époque de Heian par Sakanoue no Tamuramaro, premier shogun du Japon. Sakanoue no Tamuramaro, étroitement associé à la construction du Kiyomizu-dera à Kyoto, construit le Isumi-ji prétendument comme réplique d'un temple homonyme bien connu de Kyoto. Presque tous les bâtiments de l'époque de Heain sont détruits par un incendie au cours de l'époque de Muromachi, entre 1469-1480, et il reste aujourd’hui peu de choses des restes de l'époque de Heian. L'actuel hon-dō (bâtiment principal) est reconstruit entre 1688 et 1703.

## Bâtiments
- Hon-dō
- Shōrō
- Okuin-dō
- Shi Tennō-mon
- Niōmon

## Ordre dans le pèlerinage bouddhiste
Bandō Sanjūsankasho
31 Kasamori-ji　--　32 Kiyomizu-dera (Isumi, Chiba) 　--　33 Nago-dera

## Sources
- Enpuku-ji, Tokyo, Netto Adobansusha, 2010 (lire en ligne)
- Chiba-ken Kōtō Gakkō Kyōiku Kenkyūkai. Rekishi Bukai., Chiba-ken no rekishi sanpo (千葉県の歴史散步 "A Walk of Chiba Prefecture's History"), Tokyo, Yamakawa Shuppansha,‎ 1989 (ISBN 978-4-634-29120-1)